# شرکت برق سعودی
شرکت برق سعودی (عربی: الشركة السعودية للكهرباء) شرکت برق عربستانی است، که در سال ۲۰۰۰ با دستور شورای وزیران عربستان سعودی و با ادغام چندین شرکت برق منطقه‌ای تأسیس شد. این شرکت هم‌اکنون مالک ۴۵ نیروگاه برق در عربستان است. شرکت برق سعودی در سال ۲۰۱۹ در فهرست فوربز جهانی ۲۰۰۰ در رتبه ۵۷۸ از بزرگترین شرکت‌های جهان قرار گرفت.